# 阿爾巴尼亞21歲以下國家足球隊
阿爾巴尼亞21歲以下國家足球隊（Albania national under-21 football team，簡稱阿爾巴尼亞U-21）是阿爾巴尼亞的21歲以下國家足球代表隊，由阿爾巴尼亞足球協會組織，參加每兩年舉辦一次的歐洲U-21足球錦標賽。

## 競賽歷史
阿爾巴尼亞U-21於1984年歐洲U-21足球錦標賽外圍賽與西德、土耳其及奧地利同編於第6組，阿爾巴尼亞主客兩場均以1-1賽和強大的西德，以6戰4勝2和不敗的成績，1分壓倒西德出線。半準決賽遭遇義大利，主客兩場同以0-1受挫，累計0-2出局無緣更進一級。

### 歐青盃歷屆成績
| 年度   | 主辦國   | 冠軍     | 成績          |
| ------ | -------- | -------- | ------------- |
| 1978年 | 主客制   | 南斯拉夫 | 外圍賽出局    |
| 1980年 | 主客制   | 蘇聯     | 外圍賽出局    |
| 1982年 | 主客制   | 英格蘭   | 外圍賽出局    |
| 1984年 | 主客制   | 英格蘭   | 八強出局（1） |
| 1986年 | 主客制   | 西班牙   | 外圍賽出局    |
| 1988年 | 主客制   | 法國     | 外圍賽出局    |
| 1990年 | 主客制   | 蘇聯     | 外圍賽出局    |
| 1992年 | 主客制   | 義大利   | 外圍賽出局    |
| 1994年 | 法國     | 義大利   | 外圍賽出局    |
| 1996年 | 西班牙   | 義大利   | 外圍賽出局    |
| 1998年 | 羅馬尼亞 | 西班牙   | 外圍賽出局    |
| 2000年 | 斯洛伐克 | 義大利   | 外圍賽出局    |
| 2002年 | 瑞士     | 捷克     | 外圍賽出局    |
| 2004年 | 德国     | 義大利   | 外圍賽出局    |
| 2006年 | 葡萄牙   | 荷蘭     | 外圍賽出局    |
| 2007年 | 荷蘭     | 荷蘭     | 外圍賽出局    |
| 2009年 | 瑞典     | 德國     | 外圍賽出局    |
| 2011年 | 丹麦     |          |               |

## 外部連結
- （英文）歐洲足協U21國家隊 （页面存档备份，存于）
- （英文）RSSSF：歐青賽全紀錄 （页面存档备份，存于）